# Kvarnsjön (Stora Malms socken, Södermanland)
Kvarnsjön är en liten sjö i Katrineholms kommun i Södermanland och ingår i Nyköpingsåns huvudavrinningsområde. 
Sjön har bildats genom att en rullstensås dämt upp Lerbo-Värnaån. Sjön hette tidigare Fågelösjön (Fúhla-siön), efter den by som ägde marken väster om sjön. På en karta från 1691 finns Fågelö mjölkvarn (Fogellö Miöhlqwarn) utmärkt vid sjöns utlopp åt öster men på en karta från 1707 är kvarnen (Füglööquarn) utritad väster om sjön. Numera finns inga byggnader kvar från kvarnverksamheten.
Delar av sjön och rullstensåsen ingår i Hebyåsens naturreservat. I sjö-å-systemet finns bäver, men vattnet är påverkat av övergödning och fiskemöjligheterna är begränsade. Mindre områden med sumpskog omger flera stränder. I sjön växer bland annat vit näckros, Södermanlands landskapsblomma. I södra änden av sjön finns ett källområde.